# ヘルシナイト
ヘルシナイトまたはヘルシン石(Hercynite)は化学式FeAl2O4のスピネルグループの鉱物である。鉄スピネルとも言う。
純度の高い変成作用を受けた鉄の豊富な粘土質堆積物や苦鉄質岩、超苦鉄質火成岩内で生じる。またその硬さのため、漂砂鉱床としても見られる。エメリーの成分にも含まれる。
ボヘミア（現在のチェコ・プルゼニ州ドマジュリツェ郡）のポビェジョヴィツェで発見され、1839年に記載したフランツ・クサーヴァー・ツィッペは「ボヘミアの森のラテン語での古称"Silva Hercynia"に因んで」名づけたが、実際の"Silva Hercynia"はアルプス山脈からハルツ山地にかけての森林地帯の名称であった。
Fe2+イオンとAl3+イオンから構成されるが、局所的にFe3+イオンが含まれることもある。
融点は、1692-1767℃の間である。